# 13 (musical)
13 es un musical de música y letras creadas por Jason Robert Brown. Es una adaptación del libro homónimo creada por Dan Elish y Robert Horn.
Sigue el paso de Evan Goldman que va a la ciudad pequeña de Indiana, recientemente enfrentando el divorcio de sus padres, y deberá prepararse para una vida social complicada en una escuela nueva.

## Números musicales
- «13 / Becoming a Man» - Evan y niños
- «The Lamest Place in the World» - Patrice
- «Hey Kendra» - Eddie, Malcolm, Brett, Lucy, & Kendra
- «13 (regreso)» - Evan y niños †
- «Get Me What I Need» - Archie y niños
- «Opportunity» - Lucy y las animadoras ‡
- «What It Means to Be a Friend» - Patrice
- «All Hail the Brain» - Evan y niños
- «Terminal Illness» - Evan y Archie
- «All Hail the Brain (regreso)» - Brett, Evan, y niños
- «Getting Ready» - Archie, Evan, Brett, Eddie, Malcolm, Kendra, Lucy, y Patrice
- «Any Minute» - Brett, Kendra, Patrice, y Archie
- «Good Enough» - Patrice §
- «Being a Geek» - Evan, Rabbi, y Rabbis §§
- «Bad Bad News» - Eddie, Malcolm, Simon, y Richie
- «Tell Her» - Evan y Patrice
- «It Can't Be True» - Lucy, Molly, Charlotte, Cassie, Eddie, Malcolm, Simon, y Richie
- «If That's What It Is» - Archie, Patrice, y Evan
- «A Little More Homework» - Evan, Charlotte, y niños
- «Brand New You» - Cassie, Charlotte, Molly, y niños

† «13 (regreso)»  está incluido en la versión MTI pero no en la producción original de Broadway.
‡ «Opportunity» estuvo incluida en la grabación del reparto original de Broadway, pero fue omitido de la producción antes de la noche de apertura. La canción originalmente vino después de otra canción omitida «Here I come» y antes de «Bad Bad News». La canción fue incluid en la versión MTI con letras nuevas y un nuevo sitio en el espectáculo.
§ «Good Enough» fue incluido en la producción original de Broadway, pero no en el registro de reparto.
§§ «Here I Come» fue incluido en la grabación del elenco original de Broadway. La canción fue interpretada antes de «Bad Bad News» y fue omitido antes de la noche de apertura. «Being a Geek» no fue incluido en la producción original de Broadway, pero tomó el sitio de «Here I Come» en la versión MTI,

## Reparto
| Personaje     | Descripción | Elenco original de Goodspeed | Elenco original de Broadway | Elenco original de West End | Elenco original de México |                      |                      |                      |                      |
| Evan Goldman  | Un niño judío de doce años que muy pronto cumplirá los trece años de edad. Proviene de Nueva York.                                | Graham Phillips              | Graham Phillips             | Guy Harvey                  | Dan Klip                  | Dan Klip             | Dan Klip             | Dan Klip             | Dan Klip             |
| Patrice       | Es una joven excéntrica | Allie Trimm                  | Allie Trimm                 | Sienna Kelly                | María Inés Villareal      | María Inés Villareal | María Inés Villareal | María Inés Villareal | María Inés Villareal |
| Archie        | Es un chico con energía. El usa muletas debido a una distrofia muscular. Es el mejor amigo de Patrice y está enamorado de Kendra. | Aaron Simon Gross            | Aaron Simon Gross           | Tim Mahendran               | Diego Enríquez            | Diego Enríquez       | Diego Enríquez       | Diego Enríquez       | Diego Enríquez       |
| Brett Sampson | Es la estrella del equipo de fútbol americano. Es cool, guapo, y es muy poco inteligente.                                         | Eric Nelsen                  | Eric Nelsen                 | Jacques Miché               | José Peralta              | José Peralta         | José Peralta         | José Peralta         | José Peralta         |
| Kendra Quaker | Es la chica más atractiva en la escuela.                                                                                          | Ashton Smalling              | Delaney Moro                | Hannah Thompson             | Jesusa Ochoa              | Jesusa Ochoa         | Jesusa Ochoa         | Jesusa Ochoa         | Jesusa Ochoa         |
| Lucy          | Es la mejor amiga de Kendra. | Liz Gillies                  | Liz Gillies                 | Georgia Riley               | Regina Alcala             | Regina Alcala        | Regina Alcala        | Regina Alcala        | Regina Alcala        |
| Eddie         | Amigos de Bett. | Al Calderon                  | Al Calderon                 | Jack Cashion                | José Pablo Montaña        | José Pablo Montaña   | José Pablo Montaña   | José Pablo Montaña   | José Pablo Montaña   |
| Malcolm       | Amigos de Bett. | Kyle Crews                   | Malik Hammond               | Robin Franklin              | Virgilio Delgado          | Virgilio Delgado     | Virgilio Delgado     | Virgilio Delgado     | Virgilio Delgado     |
| Molly         | Forman parte de las animadores | Caitlin Gann                 | Caitlin Gann                | Lindsay Kearns              | Maia Wainer               | Maia Wainer          | Maia Wainer          | Maia Wainer          | Maia Wainer          |
| Charlotte     | Forman parte de las animadores | Ariana Grande                | Ariana Grande               | Lauren Ellington            | Carolina Anzures          | Carolina Anzures     | Carolina Anzures     | Carolina Anzures     | Carolina Anzures     |
| Cassie        | Forman parte de las animadores | Taylor Bright                | Brynn Williams              | Amara Okereke               | Sofia Domínguez           | Sofia Domínguez      | Sofia Domínguez      | Sofia Domínguez      | Sofia Domínguez      |
| Simon         | Chicos de la escuela | Joey La Varco                | Joey La Varco               | Toby Turpin                 | Bruno Perez               | Bruno Perez          | Bruno Perez          | Bruno Perez          | Bruno Perez          |
| Richie        | Chicos de la escuela | Eamon Foley                  | Eamon Foley                 | Sario Watanabe-Solomon      | Japhet Jaquim             | Japhet Jaquim        | Japhet Jaquim        | Japhet Jaquim        | Japhet Jaquim        |

## Sinopsis

### Acto 1
Evan Goldman de doce años de edad de Nueva York pronto tendrá su bar Mitzvah, y quiere que su fiesta sea espectacular, pero podría no serlo porque sus padres se están separando («13/Becoming A Man»). Así como Evan piensa que tal vez las cosas van a estar bien, su madre lo llama para decirle que se mudarán a Indiana. Sin embargo, una vez allí, Evan encuentra una amiga en su vecindario, Patrice, que desarrolla un pequeño enamoramiento hacia Evan.
Más tarde, Evan se reúne con Brett Sampson, el chico más popular de la escuela, y le dice a Brett y sus amigos que invite a Kendra, una chica atractiva con quien Brett quiere salir y hacer "la lengua", a ver una película de terror. Brett apoda a Evan, "Brain", por su idea. Luego, Brett invita a Kendra para salir en una cita, pero Lucy, su amiga celosa, intenta decirle a Kendra que no puede ir («Hey, Kendra»). Cuando Brett le dice a Evan que la idea parece haber funcionado, Evan estaba encantado; pues esto significaba que Brett iba a ir a su bar Mitzvah, y si Brett iba, todos los demás también lo harían. Patrice, sin embargo, estaba molesta. Si ella va al bar Mitzvah, nadie más lo haría porque todos los otros la odian. Evan no piensó sería tan malo, pero cuando entregó las invitaciones, se dio cuenta de que Patrice tenía razón, y en un momento de pánico, hizo pedazos su invitación para que los chicos populares asistan. («13»a (regreso)). Como los otros niños expresan su emoción por la fiesta de Evan, Archie entra y se presenta. Él está molesto con Evan por humillar a Patrice, su mejor y único amiga, pero promete ayudar a hacer las paces con ella si Evan le consigue una cita con Kendra. Cuando los intentos de Archie por utilizar su enfermedad degenerativa para que Evan le diera la cita, no funcionaba, Archie trató de convencerlo y le dijo que Evan es el único que puede concederle una cita con Kendra («Get Me What I Need»). Evan finalmente acepta. Más tarde, en la práctica de animadoras, Kendra enseña una nueva rutina mientras Lucy decide hacer a Brett su novio («Opportunity» (versión MTI)). Archie intenta hablar con Patrice para que le ofrezca una segunda oportunidad, sobre todo porque ella está enamorada de él, pero ella perdió su fe en él. («What It Means To Be A Friend»).
En clase, Brett le dice a Evan para conseguir que su madre compra a ellos todos los boletos para "El maestro de sangre." Evan se niega a ello, pues era una película de clasificación R, pero Brett le dijo que si no lo hacía, nadie va a ir a su bar Mitzvah. Evan pensó en posibles planes, con el tiempo se dio cuenta de que tendrá que utilizar la enge0fermedad de Archie con su mdre para hacerle sentir culpa. («All Hail The Brain / Terminal Illness»). Para hacer las cosas mejor con Patrice, Evan le pide que salga con él para ver una película, como una cita. Se dio cuenta, entonces, de que estableció una cita con Kendra a Brett y Archie en un mismo día, en la misma noche y en el mismo lugar. Evan hace que Archie prometa no hacer nada más que sentarse junto a Kendra a fin de no echar a perder la cita de Brett. Archie estuvo de acuerdo, y todo el mundo se preparaba para la noche del viernes («Getting Ready»).

### Acto 2
Todo el mundo estaba viendo la película, y Brett se prepara para "la lengua", Lucy está como la "patrulla de la lengua", y Kendra esperaba a estar a solas junto a Brett y sus amigos matones, Eddie y Malcolm, pero en medio de todo, Patrice estaba molesta porque Evan no estaba sentado junto a ella; él estaba ahorrando un asiento para Archie («Any Minute»). Cuando Archie llegó, se asoma a Brett con una muleta, y comienza el pánico: Archie aprieta la cara, cierra los ojos, y se prepara para besar a Kendra, mientras que Brett, al mismo tiempo, vuelve la cabeza, saca su lengua, y se prepara para besarla. Evan obrsevó y gritó un rotundo "no" desesperado. Logró interferir y tiró a Kendra de espalda, mientras que Lucy llegó hasta Kendra, también, pero solo para que ella pueda dejar de sacar su lengua. Cuando Brett y Archie no se dan cuenta de que Kendra está fuera de su camino, sus bocas se encuentran. Kendra se arrodilla cerca a la entrepierna de Brett tratando de impedir que lastime a Evan o Archie. Después, Archie revela cómo Evan le tendió una trampa en su cita con Kendra.
Brett rompe con Kendra, y Lucy le pregunta si la lengua de todavía está disponible. Mientras tanto, Evan se queda solo por Patrice («Good Enough») y Archie. Rabbie se acercó a él y le preguntó por qué sería tan malo ser un raro. («Being Geek»).
Lucy debía decidir si tomar a Brett después del rompimiento entre él y Kendra, o dejar a Kendra para obtener a Brett.(«Oppurtunity» (Original Broadway Producción). Ella decide ir por él.
Como Lucy y Brett empiezan a salir, ella le obliga a pasar cada vez más tiempo con ella. Los amigos de Brett reconocen que Lucy no es bueno ni para Brett ni para ellos en absoluto («Bad Bad News»). Evan promete ayudar a reunir a Brett y Kendra otra vez para que pueda volver el lado bueno de todos. Archie, por temor a que esta es una misión suicida, suplica a Patrice para ayudar a Evan. Ella le dice a Archie que no quería, pero él sabe que está mintiendo. Cuando Patrice llega, ella sorprende a Evan apoyándolo en ayudar a Brett, pero en vez de decirle a Brett qué era lo que debía decirle a Kendra, terminan diciendo entre ellos que lo lamentan, pero Brett no comprende de que hablaban ellos. («Tell Her»). Brett toma sus consejos, y cuando se entera de que Lucy y Kendra se pelean por él, interviene y hace un débil intento en conseguir a Kendra de nuevo y, para su sorpresa, ella regresa a él. Mientras tanto, Lucy aprende de ello y no tuvo éxito. Ella extiende el rumor de que Kendra está engañando a Brett con Evan y, a continuación, logró que Evan y Kendra se encuentren en el mismo lugar para que Brett puede atraparlos («It Can't Be True»). Su plan funciona, y Brett arremete contra Even. Evan, finalmente, se pone de pie y le dice que Archie y Patrice son sus verdaderos amigos. Después de que Brett insulta a Archie y Patrice, Evan lo empuja, pero Brett solo le da un puñetazo en la nariz. Kendra muestra bondad hacia Archie antes de correr después de Brett. Evan quiere cancelar el bar Mitzvah, ya que solo serían Patrice, Archie y él, pero Patrice y Archie le dicen que eso no será tan malo. Evan comienza a ponerse de acuerdo, y luego sorprende a Patrice con un beso, y ella lo sorprende respondiendo al beso. («If That's What It Is»). Evan tiene su bar Mitzvah, después de todo; está empezando a entender lo que crecer significa, y los personajes, Evan, Charlotte y demás, hablan de qué es lo que los sorprende en convertirse en trece años de edad para cada uno de ellos. («A Little More Homework»). Evan le dice al público que él ya tiene trece años de edad, y que él solo está empezando. Al final se interpreta un coro interpretada por Charlotte, Cassie, Molly y el resto de los niños para cerrar la presentación. («Brand New You»).

## Producciones

### Pre-Broadway
El musical se estrenó el 7 de enero de 2007 en el Mark Taper Forum en Los Ángeles, California y corrió hasta el 18 de febrero de 2007. La producción estuvo dirigida por Todd Graff, la coreografía por Michele Lynch, y el reparto y la banda eran todos los adolescentes. Esta producción recibió una nominación en los Premios Ovación de 2007, estreno musical mundial. El reparto y la banda para el Mark Taper Forum Production: Ricky Ashley, Caitlin Baunoch, Molly Bernstein, Jenáe Burrows, Emma Degerstedt, Jamie Eblen, Julia Harriman, Jordania Johnson, Tinashe Kachingwe, Tyler Mann, Sara Niemietz, Ryan Ogburn, J.D. Phillips, Ellington Ratliff, Chris Raymond, Charlie Rosen, Alex Scolari, Chloé Smith, Christian Vandal, Nehemiah Williams y Seth Zibalese.
Después, el musical fue presentado en el Norma Terris Theatre en Chester, Connecticut, por Goodspeed Musicals desde el 9 de mayo de 2008 hasta el 8 de junio de mismo año, dirigida por Jeremy Sams y coreografía hecha por Christopher Gattelli. Protagonizado por la mayoría del reparto original de Broadaway, excepto Ashton Smalling como Kendra, Taylor Bright como Cassie y Kyle Crews como Malcolm.

### Broadway
El musical se estrenó en Broadway en el Bernard B. Jacobs Theatre el 16 de septiembre de 2008 en vistas previas, con una inauguración oficial el 5 de octubre de 2008 y terminó el 4 de enero de 2009 después de 105 actuaciones y 22 previstas. El director y coreógrafo eran como en Goodspeed, y la mayoría del elenco de Broadway estuvieron también en la producción Goodspeed , excepto Moro, Hammond y Williams. Hay una banda de adolescentes, como en producciones anteriores. Esta producción recibió una nominación al Drama Desk Award, en la categoría letras excepcionales por Jason Robert Brown.

### Producción de Florida
En 2010, Ransom Everglades Theatre empezó una producción del musical en Miami. Fue la primera vez que el musical fue hecho en Florida. 

### Off-Broadway
El musical abrió Off-Broadway en el McGinn/Cazale Theatre el 23 de abril de 2011, en una producción de Children's Acting Company. Esto es el sexto compromiso del espectáculo con las revisiones hicieron por Brown, Dan Elish y Robert Horn que estuvo actuando en French Woods Performing Arts Camp en el verano de 2009 y en Theatre Under the Stars, Houston, en el otoño de 2009 así como en el campamento Indian Head en el verano de 2010.

## Adaptación de película
El 2 de 2013, en una entrevista con la radio WBIA, Jason Robert Brown dijo, "creo—golpe encima madera—que habrá una película de 13 viniendo, quizás para el año que viene, de modo que es muy emocionante para mí".
En agosto de 2014, CBS films anunció que producirían una adaptación de película basada en el musical. El guion sería escrito por Bert V. Royal, con los productores, Laurence Mark, Bob Boyett y el productor ejecutivo, David Blackman. Jason Robert Brown se encargaría de sueprvisar la música y las letras de la adaptación.
El 20 de septiembre de 2019, Netflix y el productor Neil Meron adquirieron la película, con Tamra Davis contratada para dirigir y Robert Horn reemplazando a Royal en la escritura del guion. El 29 de abril de 2021, se anunció que Davis iba a producir la película junto a Horn, Boyet, Mark Nicholson y Jason Robert Brown. El primer tráiler de la película, 13:The Musical fue lanzado el 13 de julio de 2022.